# ナスノチグサ
ナスノチグサ（欧字名:Nasuno Chigusa、1970年3月27日 - 2001年3月5日）は、日本の競走馬、繁殖牝馬。
1973年の優駿牝馬（オークス）の優勝馬。全姉には桜花賞優勝馬のナスノカオリがいる。

## 生涯

### デビューまで
1962年、北海道静内町の橋本忠男が、繁殖牝馬ロゼッタをニュージーランドから輸入。母体に娘のコンスタントを宿し、持込馬として日本に渡った。コンスタントは南半球で種付けされたため、北半球生産から半年遅れ、9月20日に静内町で誕生した。コンスタント自体は、牧場に1頭しかいない1世代下にあたる当歳牝馬の遊び相手を目的に購入された。役割を果たした後に那須野牧場で3歳末で育成され、「ナスノホシ」に改名し、4歳5月に競走馬デビューを果たした。以降6歳までに23戦5勝（平地競走:15戦4勝、障害競走:8戦1勝）の成績を残して引退。1967年から繁殖牝馬となり、所有する河野洋平が初年度の配合相手にパーソロンを選択。初仔となるナスノカオリを産んだ。2年目には2番仔のアイアンリージ産駒、そして3年目に再は再びパーソロンが配合された。
1970年3月27日、栃木県那須郡那須町の那須野牧場にて3番仔の牝馬（後のナスノチグサ）が誕生。牧場は風の強い土地柄だったことから「風」、ナスノホシから「星」を取り、血統名を「風星」といった。成長するにつれて母譲りの気性の悪い面が出始めたが、同時に丈夫な体質も受け継ぎ、風邪も引いたことがなかった。誕生1年後には、風星が収まる育成厩舎を竜巻が襲来、建物は崩壊したが、風星は他の馬と林にいたため、災いを回避した。「ナスノチグサ」という競走馬名がつけられ、3歳春の3月に東京競馬場の稲葉幸夫厩舎に入厩した。

### 競走馬時代

#### 3 - 4歳（1972-1973年）
1972年7月23日、東京競馬場の新馬戦（芝1100メートル）に嶋田功が騎乗し、後方に5馬身差をつけて初勝利。続く福島競馬場のオープン競走も5馬身差で2連勝とした。3戦目の福島3歳ステークスこそマミーブルーに敗れたが、東京競馬場のオープン競走で3勝目。以降、オープン競走にてレコードタイムで走破し2着、府中3歳ステークスで4勝目となった。初めて輸送を経験し、臨んだ中山競馬場の3歳牝馬ステークスでは、ニットウチドリに3馬身差をつけて5勝目となった。
4歳となった1973年、2月のクイーンカップで始動し、1番人気で出走するも、7着敗退。この結果を受けて稲葉は、ナスノチグサの気性や性格が、関西遠征には耐えられないとして桜花賞回避を表明、代わりに優駿牝馬（オークス）を目標とした。以降も関東での出走を続け、フラワーカップ3着、東京4歳牝馬特別はレデースポートにクビ差の2着で前哨戦を消化した。
5月20日の優駿牝馬（オークス）は、レデースポートに次ぐ2番人気で出走。馬場の内側の中団で待機し、直線でも内から追い上げた。外のレデースポート、内で逃げ粘るニットウチドリをかわして先頭となり、後方に3馬身半差をつけて先頭で入線。姉ナスノカオリが10着に敗れた舞台で雪辱を果たした。嶋田は前年に続いて優駿牝馬を勝利し、この1年間に騎手生命が危ぶまれるほどの落馬負傷を経た連覇であった。嶋田は「（ナスノ）カオリは道中泥をかぶったりすると行く気をなくしちゃうところがあるが、（ナスノ）チグサの方は逆に闘争心を出すんです。内に入れて我慢させ、直線で力の勝負に出たのがよかったのでしょう。（後略、カッコ内加筆者）」と振り返っている。その後は古馬相手の安田記念に進み3着となった。
夏休みを経て、秋は増沢末夫に乗り替わり、京都牝馬特別で復帰。2戦目のビクトリアカップでは、好位につけて伸びたが、優駿牝馬で下したニットウチドリに2馬身半及ばず2着となった。

#### 5 - 6歳（1974-1975年）
古馬となってからは、長期離脱することなく1ヶ月に1回のペースで出走を続けた。1973年8月の新潟記念では差しが決まり、後方に4馬身差、レコードタイムで優駿牝馬以来1年3か月ぶりの勝利となった。嶋田は「オークスの時より感激です」と振り返っている。6歳となった1974年も現役を続行し、春から夏にかけて、安田記念、関屋記念、新潟記念で3着と重賞でも好走。秋初戦の京王杯オータムハンデキャップでは、8頭立て6番人気の支持で出走し、1歳年下の優駿牝馬優勝馬トウコウエルザをクビ差差し切り、レコードタイムで優勝し8勝目となった。それからオールカマー、天皇賞（秋）、有馬記念と続戦するもいずれも敗れ、競走馬を引退した。

### 引退後
引退後は、1976年から生まれ故郷の那須野牧場で繁殖牝馬となった。1985年以降に流産や不受胎が続いたことから1991年に繁殖生活を終え、母のナスノホシ、姉のナスノカオリとともに同牧場で余生を送った。2001年3月に老衰のため死亡。
直仔に重賞馬はいないが、初仔ナスノマドカのラインからマヤノギャラクシー（1995年阪神障害ステークス・秋）、ウイニングウインド（2006年・2007年くろゆり賞、2007年姫山菊花賞ほか）、ワイエスオジョー（2010年福山プリンセスカップ）、グラティアスグー（2024年黒潮マイルチャンピオンシップ）が出ている。

## 競走成績
以下の内容は、netkeiba.comおよびJBISサーチの情報に基づく。
| 競走日     | 競馬場 | 競走名               | 距離（馬場）  | 頭 数 | 枠 番 | 馬 番 | オッズ （人気） | 着順 | タイム | 騎手      | 斤量 [kg] | 1着馬（2着馬）     |
| ---------- | ------ | -------------------- | ------------- | ----- | ----- | ----- | --------------- | ---- | ------ | --------- | --------- | ------------------ |
| 1972.07.23 | 東京   | 3歳新馬              | 芝1100m（不） | 5     | 5     | 5     | 001.80（1人）   | 01着 | 1:06.3 | 0嶋田功   | 52        | （タケデンパワー） |
| 0000.08.12 | 福島   | 3歳オープン          | 芝1000m（良） | 6     | 4     | 4     | 001.60（1人）   | 01着 | 0-58.6 | 0嶋田功   | 53        | （スルガミナト）   |
| 0000.08.27 | 福島   | 福島3歳ステークス    | 芝1100m（稍） | 5     | 3     | 3     | 001.50（1人）   | 02着 | 1:05.8 | 0嶋田功   | 52        | マミーブルー       |
| 0000.10.22 | 東京   | 3歳オープン          | 芝1400m（稍） | 6     | 2     | 2     | 001.80（1人）   | 01着 | 1:24.8 | 0中島啓之 | 53        | （ナスノメロディ） |
| 0000.11.03 | 東京   | 3歳ステークス        | 芝1400m（良） | 5     | 1     | 1     | 005.60（4人）   | 02着 | 1:23.5 | 0中島啓之 | 53        | ユウシオ           |
| 0000.11.26 | 東京   | 府中3歳ステークス    | 芝1600m（良） | 9     | 5     | 5     | 002.40（1人）   | 01着 | 1:37.4 | 0中島啓之 | 53        | （ベルロイヤル）   |
| 0000.12.17 | 中山   | 3歳牝馬ステークス    | 芝1600m（良） | 7     | 1     | 1     | 001.70（1人）   | 01着 | 1:38.2 | 0中島啓之 | 53        | （ニットウチドリ） |
| 1973.02.25 | 中山   | クイーンカップ       | 芝1600m（良） | 13    | 4     | 4     | 002.10（1人）   | 07着 | 1:40.1 | 0嶋田功   | 54        | キクノツバメ       |
| 0000.04.07 | 中山   | フラワーカップ       | 芝1600m（良） | 15    | 5     | 9     | 003.50（1人）   | 03着 | 1:38.3 | 0嶋田功   | 55        | ナスノメロディ     |
| 0000.04.29 | 東京   | 東京4歳牝馬特別      | 芝1800m（良） | 17    | 3     | 6     | 006.70（2人）   | 02着 | 1:49.7 | 0嶋田功   | 54        | レデースポート     |
| 0000.05.20 | 東京   | 優駿牝馬             | 芝2400m（良） | 22    | 6     | 16    | 005.50（2人）   | 01着 | 2:28.9 | 0嶋田功   | 55        | （ニットウチドリ） |
| 0000.06.10 | 東京   | 安田記念             | 芝1600m（稍） | 17    | 7     | 13    | 009.60（5人）   | 03着 | 1:35.9 | 0嶋田功   | 52        | ハクホオショウ     |
| 0000.10.28 | 京都   | 京都牝馬特別         | 芝1600m（不） | 13    | 4     | 4     | 011.20（4人）   | 12着 | 1:41.9 | 0増沢末夫 | 54        | レデースポート     |
| 0000.11.18 | 京都   | ビクトリアカップ     | 芝2400m（良） | 10    | 8     | 10    | 004.70（2人）   | 02着 | 2:29.4 | 0増沢末夫 | 55        | ニットウチドリ     |
| 1974.01.06 | 東京   | 金杯（東）           | 芝2000m（良） | 17    | 7     | 14    | 014.00（5人）   | 13着 | 2:02.8 | 0増沢末夫 | 54        | イナボレス         |
| 0000.02.03 | 東京   | 東京新聞杯           | 芝2000m（良） | 15    | 5     | 8     | 019.9（10人）   | 08着 | 2:03.1 | 0増沢末夫 | 53        | ユウシオ           |
| 0000.03.16 | 中山   | 中山牝馬ステークス   | 芝1800m（良） | 14    | 1     | 1     | 006.70（1人）   | 06着 | 1:51.7 | 0嶋田功   | 56        | ラファール         |
| 0000.04.06 | 中山   | 5歳上オープン        | 芝1800m（良） | 9     | 5     | 5     | 012.20（6人）   | 04着 | 1:51.8 | 0嶋田功   | 56        | タクヨシ           |
| 0000.05.04 | 東京   | 京王杯スプリングH    | 芝1800m（良） | 15    | 7     | 13    | 007.10（1人）   | 10着 | 1:49.6 | 0嶋田功   | 53        | タケクマヒカル     |
| 0000.05.19 | 東京   | 4歳上オープン        | 芝1800m（良） | 15    | 3     | 4     | 012.90（5人）   | 04着 | 1:49.4 | 0嶋田功   | 56        | イチフジイサミ     |
| 0000.06.09 | 東京   | 安田記念             | 芝1600m（良） | 17    | 6     | 12    | 006.70（1人）   | 05着 | 1:36.1 | 0嶋田功   | 53        | キョウエイグリーン |
| 0000.07.14 | 新潟   | BSN杯                | 芝1600m（良） | 12    | 4     | 4     | 008.60（3人）   | 02着 | 1:34.9 | 0嶋田功   | 58        | サンポウ           |
| 0000.08.04 | 新潟   | 七夕賞               | 芝1800m（良） | 11    | 8     | 10    | 003.80（1人）   | 03着 | 1:48.2 | 0嶋田功   | 56        | ムツミバロン       |
| 0000.08.25 | 新潟   | 新潟記念             | 芝2000m（良） | 8     | 6     | 6     | 003.30（1人）   | 01着 | 2:01.7 | 0嶋田功   | 55        | （カイキオー）     |
| 0000.10.13 | 中山   | オールカマー         | 芝2000m（不） | 9     | 6     | 6     | 005.00（2人）   | 05着 | 2:05.4 | 0嶋田功   | 55        | イチフジイサミ     |
| 0000.11.24 | 東京   | 天皇賞（秋）         | 芝3200m（良） | 17    | 3     | 6     | 017.40（7人）   | 06着 | 3:23.3 | 0嶋田功   | 56        | カミノテシオ       |
| 1975.01.06 | 東京   | 金杯（東）           | 芝2000m（良） | 17    | 7     | 13    | 006.60（1人）   | 08着 | 2:03.8 | 0嶋田功   | 55        | ウエスタンダッシュ |
| 0000.02.02 | 東京   | 東京新聞杯           | 芝2000m（良） | 9     | 4     | 4     | 008.60（3人）   | 06着 | 2:04.2 | 0嶋田功   | 55        | フジノパーシア     |
| 0000.03.16 | 中山   | 中山牝馬ステークス   | 芝1800m（良） | 10    | 8     | 9     | 008.50（5人）   | 05着 | 1:51.4 | 0嶋田功   | 56        | カミノチドリ       |
| 0000.04.20 | 東京   | 京王杯スプリングH    | 芝1800m（良） | 4     | 4     | 4     | 004.20（3人）   | 03着 | 1:49.3 | 0中島啓之 | 54        | キクノオー         |
| 0000.05.11 | 東京   | アルゼンチン共和国杯 | 芝2400m（良） | 11    | 4     | 4     | 029.70（8人）   | 07着 | 2:28.8 | 0中島啓之 | 55        | キクノオー         |
| 0000.06.08 | 東京   | 安田記念             | 芝1600m（稍） | 10    | 8     | 10    | 006.90（2人）   | 03着 | 1:37.6 | 0中島啓之 | 54        | サクライワイ       |
| 0000.07.13 | 新潟   | BSN杯                | 芝1800m（稍） | 7     | 5     | 5     | 009.60（4人）   | 02着 | 1:49.0 | 0嶋田功   | 56        | ブルームーン       |
| 0000.08.03 | 新潟   | 関屋記念             | 芝1600m（良） | 14    | 8     | 14    | 002.80（1人）   | 03着 | 1:34.0 | 0嶋田功   | 55        | ファイブワン       |
| 0000.08.24 | 新潟   | 新潟記念             | 芝2000m（良） | 11    | 6     | 7     | 003.60（1人）   | 03着 | 2:02.5 | 0嶋田功   | 56        | ハセマサル         |
| 0000.09.07 | 中山   | 京王杯オータムH      | 芝1800m（良） | 8     | 4     | 4     | 010.80（6人）   | 01着 | 1:47.4 | 0嶋田功   | 55        | （トウコウエルザ） |
| 0000.10.12 | 東京   | オールカマー         | 芝2000m（稍） | 11    | 2     | 2     | 025.5（10人）   | 09着 | 2:03.3 | 0嶋田功   | 56        | キクノオー         |
| 0000.11.23 | 東京   | 天皇賞（秋）         | 芝3200m（不） | 15    | 5     | 9     | 050.9（11人）   | 06着 | 3:30.6 | 0嶋田功   | 56        | フジノパーシア     |
| 0000.12.14 | 中山   | 有馬記念             | 芝2500m（稍） | 13    | 7     | 11    | 038.2（10人）   | 12着 | 2:39.3 | 0嶋田功   | 53        | イシノアラシ       |

- 表中の太字強調は、八大競走を示す。

## 繁殖成績
|       | 生年   | 馬名             | 性 | 毛色   | 父                   | 戦績    | 主な成績                         | 供用     | 出典         |
| ----- | ------ | ---------------- | -- | ------ | -------------------- | ------- | -------------------------------- | -------- | ------------ |
| 初仔  | 1977年 | ナスノマドカ     | 牝 | 鹿毛   | ダイハード           | 8戦0勝  |                                  | 繁殖牝馬 | [ 9 ]        |
| 2番仔 | 1978年 | ナスノチハヤ     | 牝 | 鹿毛   | グレートヘロン       | 35戦3勝 |                                  | 繁殖牝馬 | [ 10 ]       |
|       | 1979年 | 空胎             |    |        |                      |         |                                  |          |              |
|       | 1980年 | 不受胎           |    |        | ノーザンテースト     |         |                                  |          |              |
| 3番仔 | 1981年 | ナスノプリンス   | 牡 | 黒鹿毛 | リアルム             | 34戦6勝 | 1986年新潟大賞典2着、福島記念3着 |          | [ 11 ]       |
| 4番仔 | 1982年 | ナスノタイザン   | 牡 | 鹿毛   | ディクタス           | 42戦5勝 | 1987年目黒記念2着                | 種牡馬   | [ 12 ]       |
| 5番仔 | 1983年 | ナスノエンブレム | 牡 | 黒鹿毛 | ピットカーン         | 5戦0勝  |                                  |          | [ 13 ]       |
| 6番仔 | 1984年 | ナスノコブシ     | 牝 | 鹿毛   | ラインゴールド       | 5戦0勝  |                                  | 繁殖牝馬 | [ 14 ]       |
|       | 1985年 | 流産             |    |        | ロイヤルスキー       |         |                                  |          | [ 6 ] [ 15 ] |
|       | 1986年 | 不受胎           |    |        | ブライトフィニッシュ |         |                                  |          | [ 6 ] [ 15 ] |
|       | 1987年 | 不受胎           |    |        | ルイヴィルサミット   |         |                                  |          | [ 6 ] [ 15 ] |
|       | 1988年 | 流産             |    |        | ヴィティージ         |         |                                  |          | [ 6 ] [ 15 ] |
|       | 1989年 | 流産             |    |        | ヴィティージ         |         |                                  |          | [ 6 ] [ 15 ] |
|       | 1990年 | 不受胎           |    |        | ブライトフィニッシュ |         |                                  |          | [ 6 ] [ 15 ] |
|       | 1991年 | 不受胎           |    |        | メジロイーグル       |         |                                  |          | [ 6 ] [ 15 ] |

## エピソード
- 本馬の気性の激しさを鎮めるため、調教師の稲葉は馬房に小鳥やウサギを放すといった工夫をしていた[2]。
- 神経質な面があり、繁殖牝馬となってからも受胎時には疝痛（腹痛）に苦しんだ[6]。
- 1970年のジュピック以来、優駿牝馬の優勝馬はその後1勝も出来ないということが続いていたが、新潟記念の勝利でそのジンクスを打ち破っている。

## 血統表
| ナスノチグサの血統（トウルビヨン系 / Pharos、Fairway 4×5、Tourbillon 5×5、Lady Juror 5×5、Blandford 5×5） | ナスノチグサの血統（トウルビヨン系 / Pharos、Fairway 4×5、Tourbillon 5×5、Lady Juror 5×5、Blandford 5×5） | ナスノチグサの血統（トウルビヨン系 / Pharos、Fairway 4×5、Tourbillon 5×5、Lady Juror 5×5、Blandford 5×5） | （血統表の出典）    | （血統表の出典） |
| 父 *パーソロン Partholon 1960 鹿毛                                                                        | 父の父Milesian 1953 鹿毛                                                                                  | My Babu                                                                                                   | Djebel              | Djebel           |
| 父 *パーソロン Partholon 1960 鹿毛                                                                        | 父の父Milesian 1953 鹿毛                                                                                  | My Babu                                                                                                   | Perfume             |                  |
| 父 *パーソロン Partholon 1960 鹿毛                                                                        | 父の父Milesian 1953 鹿毛                                                                                  | Oatflake                                                                                                  | Coup de Lyon        | Coup de Lyon     |
| 父 *パーソロン Partholon 1960 鹿毛                                                                        | 父の父Milesian 1953 鹿毛                                                                                  | Oatflake                                                                                                  | Avena               |                  |
| 父 *パーソロン Partholon 1960 鹿毛                                                                        | 父の母Paleo 1953 鹿毛                                                                                     | Pharis | Pharos              | Pharos           |
| 父 *パーソロン Partholon 1960 鹿毛                                                                        | 父の母Paleo 1953 鹿毛                                                                                     | Pharis | Carissima           |                  |
| 父 *パーソロン Partholon 1960 鹿毛                                                                        | 父の母Paleo 1953 鹿毛                                                                                     | Calonice                                                                                                  | Abjer               | Abjer            |
| 父 *パーソロン Partholon 1960 鹿毛                                                                        | 父の母Paleo 1953 鹿毛                                                                                     | Calonice                                                                                                  | Coronis             |                  |
| 母 ナスノホシ 1962 黒鹿毛                                                                                 | 母の父Faux Tirage 1946 鹿毛                                                                               | Big Game                                                                                                  | Bahram              | Bahram           |
| 母 ナスノホシ 1962 黒鹿毛                                                                                 | 母の父Faux Tirage 1946 鹿毛                                                                               | Big Game                                                                                                  | Myrobella           |                  |
| 母 ナスノホシ 1962 黒鹿毛                                                                                 | 母の父Faux Tirage 1946 鹿毛                                                                               | Commotion                                                                                                 | Mieuxce             | Mieuxce          |
| 母 ナスノホシ 1962 黒鹿毛                                                                                 | 母の父Faux Tirage 1946 鹿毛                                                                               | Commotion                                                                                                 | Riot                |                  |
| 母 ナスノホシ 1962 黒鹿毛                                                                                 | 母の母*ロゼッタ Rosetta 1954 栗毛                                                                         | Fair's Fair                                                                                               | Fair Trial          | Fair Trial       |
| 母 ナスノホシ 1962 黒鹿毛                                                                                 | 母の母*ロゼッタ Rosetta 1954 栗毛                                                                         | Fair's Fair                                                                                               | Fairy Godmother     |                  |
| 母 ナスノホシ 1962 黒鹿毛                                                                                 | 母の母*ロゼッタ Rosetta 1954 栗毛                                                                         | Rose Marie                                                                                                | Autopay             | Autopay          |
| 母 ナスノホシ 1962 黒鹿毛                                                                                 | 母の母*ロゼッタ Rosetta 1954 栗毛                                                                         | Rose Marie                                                                                                | Diversity F-No.13-a |                  |